# Stor kvasargrupp
Stora kvasargrupper (LQG av engelska Large quasar group) är avlägsna samlingar av aktiva galaxer innehållande kvasarer, närmare preciserat galaxer med oerhört ljusstarka kärnor med supermassiva svarta hål som kraftkälla. Galaxerna växelverkar gravitationellt med varandra och bildar på så vis mycket vidsträckta strukturer i universum.

## Huge-LQG
I januari 2013 tillkännagavs upptäckten av Huge-LQG, en grupp bestående av 73 kvasarer gravitationellt bundna till varandra med en sammanlagd utbredning på över fyra miljarder ljusår . Som en jämförelse är avståndet mellan Vintergatan och Andromedagalaxen knappt 3 miljoner ljusår, det vill säga 1 500 gånger mindre än storleken på Huge-LQG. Huge-LQG är belägen i stjärnbilden Lejonet. Fram tills upptäckten av galaxfilamentet Stora muren Herkules - Norra kronan i november 2013, var Huge-LQG den största kända strukturen i universum.   

## Historia
Den första stora kvasargruppen, Webster LQG, upptäcktes 1982 och är drygt 300 miljoner ljusår stor, bestående av fem kvasarer. Vid tiden för upptäckten var detta universums största struktur.